# Amariya
La Amariya, ou amaria, est un palanquin en bois plaqué d'or ou d'argent qui permet de présenter les mariés à leurs invités lors de la cérémonie du mariage marocain traditionnel.
Phase essentielle d'un mariage marocain, l’époux et la jeune mariée doivent être portés comme les sultans sur les épaules des membres de leurs familles respectives pour être vus et admirés par l’assistance.

## Phases de l'amariya
Traditionnellement, les mariés doivent être portés deux fois sur l'amariya. La première fois, la mariée porte une takchita (caftan) blanche, et le mari un jabador.

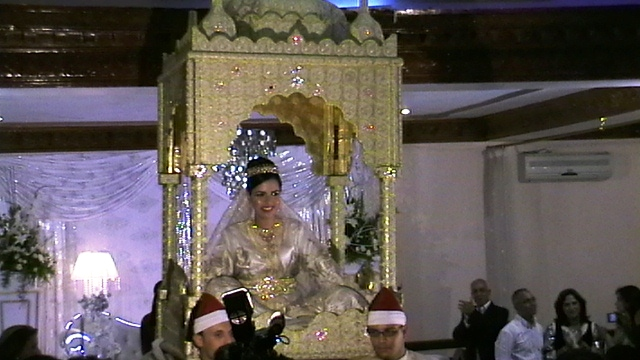
La amariya, pilier du mariage marocain

Quant à la seconde fois, la mariée porte un lebssa fessia et elle fait son entrée avec son mari qui doit porter à son tour une jellaba.
La tradition veut que les époux soient portés par des hommes vêtus en jabador avec selham tandis qu'une musique chaâbi marocaine les accompagne et que la neggafa introduit les époux sous les youyous.